# Звёздный путь: Фаза II
Звёздный путь: Фаза II (англ. Star Trek: Phase II),  также известный как Звёздный путь II (англ. Star Trek II) — не снятый телесериал с персонажами Джина Родденберри, из телесериала «Звёздный путь: Оригинальный сериал» (или TOS — сокращение от The Original Series), выходившего в эфир с 1966 по 1969. Планы по производству сериала стали разрабатываться после неудачи при создании полнометражного фильма по мотивам оригинального сериала в 1970-х, а также в связи с предложением по запуску en:Paramount Television Service (предшественник UPN). Новый сериал планировалось запустить в эфир в мае 1978 года, он должен был стать флагманским сериалом канала. Сериал должен был продолжить приключения экипажа USS Энтерпрайз (Enterprise) во второй пятилетней миссии и стать частью франшизы Star Trek. Кроме Леонарда Нимоя, отказавшегося от съёмок в телесериале, все остальные актёры оригинального телесериала подписали контракты на съёмки в продолжении.
В августе 1977 года было решено, что планировавшаяся пилотная серия сериала больше подходит для полнометражного фильма. К концу 1977 года началась полноценная работа по преобразованию сериала в «Звёздный путь: Фильм».

## Начало
Звёздный путь: Оригинальный сериал был отменён в 1969 году после трёх сезонов на NBC. Но после успеха на съезде поклонников сериала Paramount Pictures устремились сделать полнометражный фильм и начали заказывать сценарии у писателей. Первым был Норман Спинрад, который ранее написал эпизод «Машина Судного Дня». Его версия называлась англ. Star Trek: He Walked Among Us, но после была переписана в комедию Джином Куном и отложена. В марте 1972 года создатель сериала Джин Родденберри намекнул, что сериал может вернуться в эфир, снова на NBC.
В мае 1975 года Родденберри подписал контракт с Paramount на съёмки Звёздный путь: Божественная вещь, с бюджетом в 5 млн долларов. Но контракт с ним был прекращён в августе того же года, после того как были приглашены несколько писателей, чтобы сделать идеи для фильма. В июле 1976 года Paramount назначает Джерри Айзенберга исполнительным продюсером. Крис Брайант и Алан Скотт были наняты, чтобы написать сценарий, который они назвали Звёздный путь: Планета Титанов. 1 марта 1977 года Брайант и Скотт закончили сценарий, но Paramount его отвергли. Дуэт покинул проект со ссылкой на конфликты во взглядах на фильм между Родденберри и режиссёром Филиппом Кауфманом. Незадолго до выхода «Звёздных войн», 9 мая фильм был отменён. По словам Кауфмана, Paramount объяснил отмену тем, что любители фантастики не пойдут смотреть подряд два фильма, выпущенных один вслед за другим.

## Производство

### Концепция
17 июня 1977 года Родденберри объявил, что «Звёздный путь» вернется на телеэкраны. Он заявил, что у него есть устная договорённость с компанией Paramount, и новый телесериал будет показан на новом телеканале, запуск которой ожидался в апреле 1978 года. Он заявил: «Надеемся, что он будет даже лучше» оригинального сериала, и что состав будет включать «настолько много старых лиц, насколько это возможно, а также и новых». В это время «TOS» транслировался на 137 станциях в США по синдикации, и ожидалось, что сериал будет показан как на этих каналах, так и на новой телесети, приобретённой Paramount. Шиллер и его ассистент Майкл Айснер наняли Джеффри Катценберга, он стал во главе производства «Звёздного пути», первой серией должен был быть телевизионный фильм стоимостью $3.2 миллиона — он был бы самым дорогим телевизионным фильмом на то время.
Перед началом производства нового сериала Родденберри взял двухнедельный отпуск, чтобы избавиться от негативных чувств по поводу отказа производства художественного фильма. Он описал свои беспокойства сказав, что не хочет «тащить результат гнева, поражений и предательств» в новое шоу. В Paramount дали Родденберри полный творческий контроль над новым телевизионным проектом, также пообещав, что Paramount имеет возможность сделать сериал «первоклассной попыткой» и соответствующий бюджет. В августе 1977 года переговоры велись с основным составом из «оригинального сериала», а также с некоторыми из актёров на второплановых ролях. Хотя в то время подписанных договоров ни с кем не было, Родденберри выразил уверенность в том, что актёры вернутся, за исключением Нимоя, который заявил что не вернётся на телевидение.
Он выразил надежду, что производство начнётся 1 ноября и пойдёт в эфир весной 1978 года. Родденберри сказал, что шоу будет продолжать современные темы в том стиле научной-фантастике, который был присущ первому сериалу, заявив что они могут содержать национализм и радикализм как отдельных лиц, так и групп. Он также хотел впервые показать Землю XXIII века, сказав что это его ответ руководителям Paramount на вопрос о том, чтобы он хотел показать в TOS, но не мог. Дальнейшие изменения заключались в увеличении числа женщин, у NBC было требование не более трети от актёрского состава. Также Родденберри хотел, чтобы они появились на руководящих должностях.

### Сценарий и предпроизводство
Одним из возможных сценаристов был актёр Уолтер Кёниг. Родденберри решил, что для того, чтобы сценарии были написаны максимально эффективно, первая группа сценариев должна была быть написана до начала съёмок. Он был уверен, что благодаря TOS, у сценаристов не будет трудностей в написании новых сцен с уже известными персонажами Однако, Ливингстон и сценаристы не знали, как новые персонажи будут связаны оригинальными. Несмотря на это, Родденберри утверждал, что для установления отношений между персонажами потребуется несколько эпизодов, а реакции фанатов на некоторых персонажей и события подскажут, как часто они будут появляться. Было написано тринадцать сценариев, достаточных для производства половины сезона.
Предварительное производство началось с работы над сценарием, было построено несколько моделей (включая Enterprise), большая часть актёрского состава из «TOS» вернулась, и было нанято несколько новых актёров. Было решено использовать оригинальную униформу. Основных съёмок не было, были сняты пробные кадры.

### Отмена
Когда компания Paramount посчитала, что доходов от рекламы не хватит на канал Paramount Television Service, запуск канала был отменён, также как и запуск нового сериала. На студии решили как-то окупить проект, на который было потрачено полмиллиона долларов. После успеха научно-фантастических фильмов «Звёздные войны. Эпизод IV: Новая надежда» и «Близкие контакты третьей степени», запланированный пилотный эпизод «In Thy Image» был адаптирован в кинофильм «Звёздный путь: Фильм».
Несколько минут пробных кадров, включая вид новой инженерной комнаты, испытания костюма с экипажем, кадры с en:David Gautreaux (Дэвидом Готро) в роли Зона и кадры с Персис Хамбатта в роли Илии, были включены в DVD режиссёрской версии Звёздный путь: Фильм.

## Актёрский состав и персонажи
Планировалось, что сериал будет включать Уильяма Шетнера и Дефореста Келли, которые вновь исполнят роли Джеймса Т. Кирка и Леонарда Маккоя. Леонард Нимой отказался вернуться из-за проблем с его Споком (Родденберри не поддержал иск актёра к Paramount по поводу процентных отчислений за использование его персонажа) и из-за обязательств перед пьесой Equus, хотя его персонаж был в ранних сценариях. Скотти, Ухура и Сулу возвращались с повышением до лейтенант-коммандеров, Чехов до лейтенанта. Чехов стал бы начальником службы безопасности. Персонаж Кристины Чапел также возвращалась доктором, в TOS была медсестрой. Phase II также ознаменовал бы возвращение Дженис Рэнд на Энтерпрайз.

### Новые персонажи
Сериал включал бы несколько новых персонажей, таких как коммандер Уиллард «Уилл» Декер, офицер, лейтенант Илиа и вулканец лейтенант Зон.

#### Лейтенант Зон
Согласно записям сериала, Зон (англ. Xon) должен был быть чистокровным вулканцем и, в отличие от Спока, выпущенным из Академии в 22—24 года. Доктор Маккой должен был осуществлять над ним протекцию. Персонаж Зон не появляется в «кинофильме», хотя en:David Gautreaux(Дэвид Готро) был в этом фильме. Когда Леонард Нимой наконец согласился сыграть Спока, его вулканского офицера по науке уже заменили коммандером Сонком. Этот персонаж кратко появился в фильме: сразу после пары строк диалога он был убит в аварии транспортера. Это было сделано чтобы сохранить персонажа Зон и актёра, который очень тщательно готовил его, для возможных будущих съёмок. Дэвид Готро играл в фильме эпизодическую роль человека, коммандера Бранча со станции «Эпсилон 9».
Идея блестящего молодого вулканского учёного Зона воплотилась в поздних фильмах — в продолжении первого фильма персонажа переделали в мужчину-вулканца, доктора Савика. Вариация имени Саавик позже была дана женщине-вулканке. Несколько черт были объединены для «Звёздный путь 2: Гнев Хана», а черты Зона, такие как его поиски к пониманию людей, будут переданы позже Дейте из сериала «Звёздный путь: Следующее поколение», он же The Next Generation или сокращённо TNG. Кроме того, идея чистокровного вулканца с исследованием людей воплотилась в Тувоке из сериала «Звёздный путь: Вояджер» и Т'Пол из «Звёздный путь: Энтерпрайз».
Персонаж Зон в конечном счёте появился в серии комиксов о Звездном Пути от DC Comics, в котором он был послан чтобы стать женихом Саавик. Фанатский сериал «Звёздный Путь: Фаза II» также имеет вулканского члена экипажа по имени Зон, которого играет молодой актёр Патрик Белл. Это вероятно тот же персонаж, первоначально предназначенный для Дэвида Готро.

#### Коммандер Уиллард «Уилл» Декер
Декер (англ. Willard "Will" Decker) представляется в сериале как сын коммандера Мэтта Декера, который был показан в Машине Судного дня (эпизод из TOS). Он должен «командовать некоторыми десантными высадками», так же как и в TNG, где первый офицер как правило высаживается с командой. Роль Декера оставалась незанятой пока съёмки фильма официально не начались, потом был нанят Стивен Коллинз.

#### Лейтенант Илиа
Илиа (англ. Ilia), дельтанка, позиционируется в качестве эмпата. Оба персонажа, Декер и Илиа, появляются в фильме, хотя ни один из них не выжил. Звёздный путь: Фильм показывает, что раньше у Декер и Илиа уже были отношения. Персис Хамбатта была нанята как Илиа для Фазы II и перешла в фильм. Персонажи Уильям Райкер и Диана Трой в TNG основаны на персонажах Декера и Илии. Был сделан ряд пробных съёмок Персис Хамбатта с макияжем Илиа и лысой головой (она позже побрила голову для фильма), а также кадры с пробой костюма.

## Эпизоды
Два сценария для серий «Дитя» и Долг Дьяволу были переписаны для использования в Звёздный путь: Следующее поколение из-за забастовки голливудских писателей. англ. "Kitumba" и «Дитя» были сняты как эпизоды в фанатской Star Trek: Phase II.
Сценарии написанные для Star Trek: Phase II:
| Эпизод                                                        | Писатель                        | Описание |
| ------------------------------------------------------------- | ------------------------------- | --- |
| «В облике твоём» англ. "In Thy Image"                         | Фостер, Алан Дин                | Двухчасовой пилотный, что в конечном итоге стал Звёздный путь: Фильм. История Алана Дина Фостера была основана на предпосылке, написанной Джином Родденберри для Genesis II, под названием «Возвращение робота» англ. "Robot's Return". Огромный корабль пересекает вселенную в поисках создателя Земли.                                                 |
| «Завтра и звезды» англ. "Tomorrow and the Stars"              | Ларри Александр                 | Во время клингонской атаки, Кирк приказывает аварийную телепортацию и транспортируется в Пёрл-Харбор, Гавайи непосредственно перед нападением Японии и влюбляется в женщину, живущую там. Основа схожа с фильмом Последний отсчёт и эпизодом оригинальных серий Город на краю вечности.                                                                  |
| «Кассандра» англ. "Cassandra"                                 | Теодор Старджон                 | Энтерпрайз является посредником в споре между двумя мирами, в то время как неуклюжий энсин заботится о будущем ребёнка пришельца, которая может предсказывать будущее. По мотивам повести Кассандра. Схожий сюжет у серии «Друзья по переписке» англ. "Pen Pals" из TNG, где Дейта заботится о будущем девочки инопланетянки нарушая Основную Директиву. |
| «Дитя» англ. "The Child"                                      | Ярон Саммерс и Джон Повилл      | Существо из Света пропитывает Илиаю чтобы испытать жизненный опыт в виде дельтанца. У Энтерпрайза начинаются проблемы когда они пересекают странную туманность. Идея этого эпизода была позже использована в качестве основы для TNG эпизода с одноимённым названием.                                                                                    |
| «Тупик» англ. "Deadlock"                                      | Дэвид Эмброуз                   | Во время поиска пропавшего звездолёта, Энтерпрайз отзывают к Звёздной Базе что бы вступить в странную военную игру. |
| «Kitumba»                                                     | Джон Мередит Лукас              | Энтерпрайз отправляется к планетеклингонов, чтобы помочь Ксия, наставнику несовершеннолетнего лидера клингонов, остановить регента от ведения войны с Федерацией. Эпизод планировался из двух частей. |
| «Практика в пробуждении» англ. "Practice in Waking"           | Ричард Бах                      | Энтерпрайз похоже на спящее судно, где Декер, Скотти, и Сулу пойманы в ловушку симуляции XVI века, где сжигают ведьм. |
| «Синдром Дикаря» англ. "The Savage Syndrome"                  | Маргарет Армен и Альфред Харрис | При исследовании древнего звездолёта, Энтерпрайз ударил слепящий свет, который промыл мозги экипажу, делая из них дикарей. Аналогичная ситуация была показана в 15-м эпизоде en:Space: 1999 и в эпизоде TNG «Genesis». |
| англ. "Are Unheard Melodies Sweet?" или "Home"                | Уорли Торн                      | При поиске пропавшего без вести звездолёта Энтерпрайзу попадается мир, нуждающийся в мужчинах. Эпизоды TNG «Ангел-1» и Вояджера «Любимый сын» имеют аналогичную посылку. |
| «Долг Дьяволу» англ. "Devil's Due"                            | Уиллиам Дуглас Лансфорд         | Энтерпрайз вступает в первый контакт с планетой Неатерра, которая продала себя мифическому существу Кометер в обмен на тысячелетний мир. Идея этого эпизода была позже использована в качестве основы для TNG эпизода с одноимённым названием. |
| «Одержимость лорда Бобби» англ. "Lord Bobby's Obsession"      | Шимон Винсельберг               | Энтерпрайз встречает заброшенный клингонский крейсер с одной жизненной формой на борту — это лорд Бобби с Земли конца XIX века. |
| «Для достижения всего» англ. "To Attain the All"              | Норман Спинрад                  | Энтерпрайз попадается в логическую игру размером с солнечную систему, где если вы выиграете то «достигнете всего», огромное хранилище знаний. |
| «Война для конца всем войнам» англ. "The War to End All Wars" | Артур Бернард Льюис             | Энтерпрайз спасает женщину андроида Яре, успешная философия ee планеты «мир посредством войны» была испорчена лидером по имени Платеоус III |

Некоторые авторы, в том числе Шимон Винсельберг, Норман Спинрад, Теодор Страджон, Маргарет Армен и Джон Мередит Лукас и раньше писали эпизоды для Star Trek. Уорли Торн хотел написать сценарий для эпизода TNG «Справедливость».

## Наследие
Так же в дань уважения к этому нереализованному сериалу, фанатский сериал Star Trek: New Voyages изменил своё название на Star Trek: Phase II 16.02.2008. В сериале представлены конструктивные изменения от оригинальных серий запланированных для Фаза II, в том числе несколько переоборудованный Энтерпрайз и внедрениe лейтенанта Зон.

## Star Trek Phase II: The Lost Series
Книга Star Trek Phase II: The Lost Series (ISBN 0-671-56839-6) была опубликована в 1997 году фирмой en:Pocket Books. Она была написана Джудит и Гарфилд Ривз-Стивенс и вводили в подробности концепций планирования сериала, который рассматривал несколько аспектов производства, вроде информации о закулисах шоу, чего так и не случилось, никогда ранее не виденные цветные зарисовки, раскадровки, чертежи, техническую информацию и фотографии.
В нём также содержатся два полных сценария из запланированной серий: «In Thy Image» и «The Child».